# Naturschutzgebiet Üntrop
Das Naturschutzgebiet Üntrop mit einer Größe von 10,9 ha liegt südöstlich von Lenne im Stadtgebiet von Schmallenberg. Das Gebiet wurde 2008 mit dem Landschaftsplan Schmallenberg Südost durch den Hochsauerlandkreis als Naturschutzgebiet (NSG) ausgewiesen.

## Gebietsbeschreibung
Beim NSG handelt es sich um den strukturreichen oberen Talbereich der Uentrop (auch Üntrop geschrieben) mit den Zuflüssen Erfmicke und Jaismecke. Die Uentrop ist ein naturnaher Mittelgebirgsbach und linker Seitenbach der Lenne. Im südlichen NSG-Abschnitt bildet sie teilweise ausgeprägte Mäander. Der Talraum wird als Grünland genutzt. In Randbereichen sind einige Waldbereiche ins NSG einbezogen. 

## Pflanzenarten im NSG
Im NSG kommen seltene Tier- und Pflanzenarten vor. Auswahl vom Landesamt für Natur, Umwelt und Verbraucherschutz Nordrhein-Westfalen dokumentierter Pflanzenarten: Bachbunge, Bitteres Schaumkraut, Echte Nelkenwurz, Echtes Springkraut, Frauenfarn, Fuchssches Greiskraut, Gegenblättriges Milzkraut, Hain-Gilbweiderich, Hain-Sternmiere, Kriechender Hahnenfuß, Mittleres Hexenkraut, Quell-Sternmiere, Rauhhaariger Kälberkropf, Rippenfarn, Rotes Straußgras, Spitzlappiger Frauenmantel, Sumpf-Pippau, Sumpf-Vergissmeinnicht, Winkel-Segge und Wolliges Honiggras.

## Schutzzweck
Das NSG soll das Tal und Bach der Üntrop mit seinem Arteninventar schützen.
Wie bei allen Naturschutzgebieten in Deutschland wurde in der Schutzausweisung darauf hingewiesen, dass das Gebiet „wegen der Seltenheit, besonderen Eigenart und Schönheit des Gebietes“ zum Naturschutzgebiet wurde.